# Walter Rahm (Grafiker)
Walter Rahm (* 3. März 1921 in Plauen; † 20. November 1987 ebenda) war ein deutscher Grafiker und Maler.

## Leben und Werk
Rahm absolvierte in Plauen eine Lehre als graphischer Zeichner. Von 1938 bis 1941 studierte er, u. a. bei Walther Löbering, an der Staatlichen Kunst- und Fachschule für Textilindustrie Plauen. Danach nahm er als Soldat der Wehrmacht am Zweiten Weltkrieg teil. Nach der Rückkehr aus der Kriegsgefangenschaft arbeitete er ab 1947 in Plauen freischaffend. Er war vor allem als Gebrauchsgrafiker sehr gefragt. Daneben schuf er vor allem Bilder mit Motiven seiner Heimat. Rahm arbeitete vor allem in den Techniken der Monotypie, in Pastell, Holzschnitt und Linolschnitt, machte aber auch Arbeiten mit Email und baubezogene Auftragsarbeiten, so mit dem Kunsterzieher Martin Schmidt (1919–2002) eine Wandgestaltung Die Stadt Plauen und ihre Bürger.

## Werke (Auswahl)
- Meine Heimatstadt Plauen (1962, Monotypie; im Archiv der Akademie der Künste)
- An der Elster in Plauen (1963, Monotypie, ca. 40 × 55 cm)[1]
- Blick auf Johanniskirche in Plauen (1963, Monotypie, ca. 52 × 36 cm)[2]
- Alt-Plauen. Am Mühlgraben (1962, Monotypie, ca. 40 × 50 cm)[3]

## Ausstellungen (unvollständig)
- 1962/1963: Dresden, Fünfte Deutsche Kunstausstellung
- 1963: Karl-Marx-Stadt, Museum am Theaterplatz („10 Jahre Architektur, bildende Kunst und bildnerisches Volksschaffen in Karl-Marx-Stadt“)[4]
- 1985: Karl-Marx-Stadt, Bezirkskunstausstellung
- 1986: Plauen, Vogtlandmuseum (Einzelausstellung: Grafik, Gebrauchsgrafik, architekturbezogene Arbeiten)